# Folhas sagradas

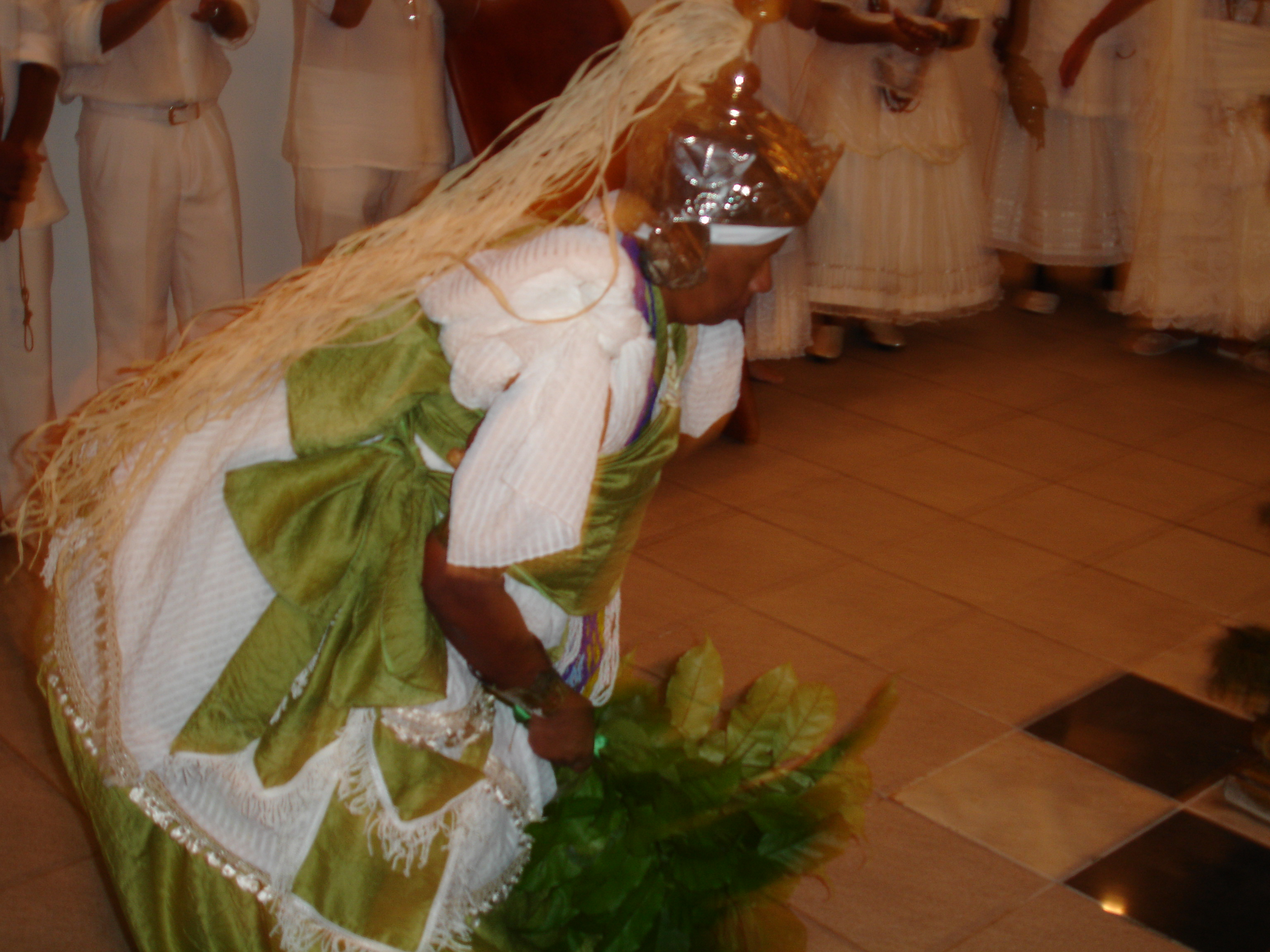
Oçânhim, o Orixá das folhas. No candomblé do Ilê Axé Ijino Ilu Oróssi

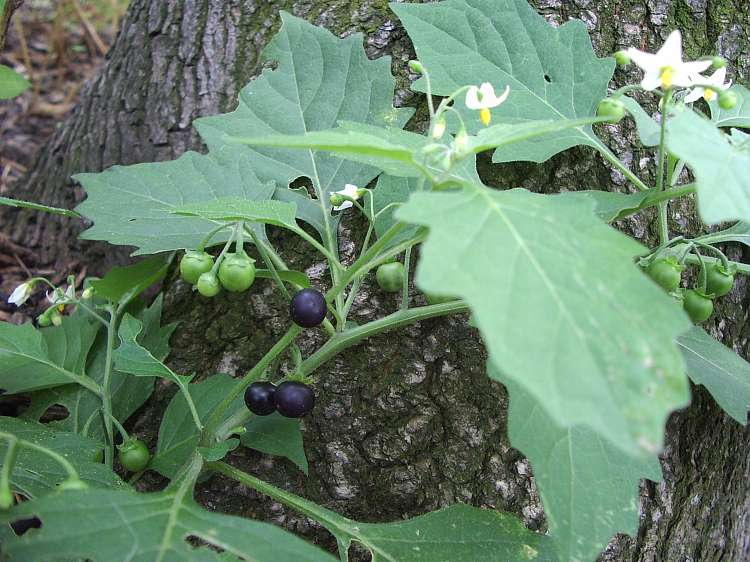
Solanum nigrum, arrebenta-cavalo.

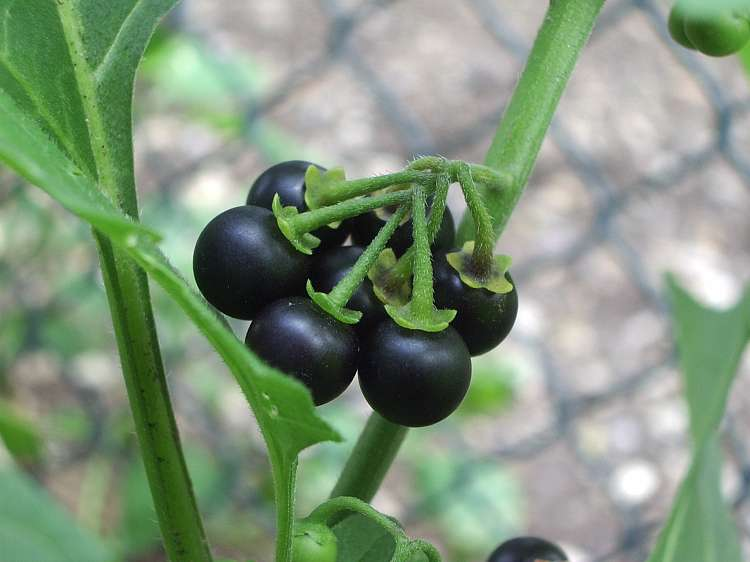
Solanum nigrum, arrebenta-cavalo

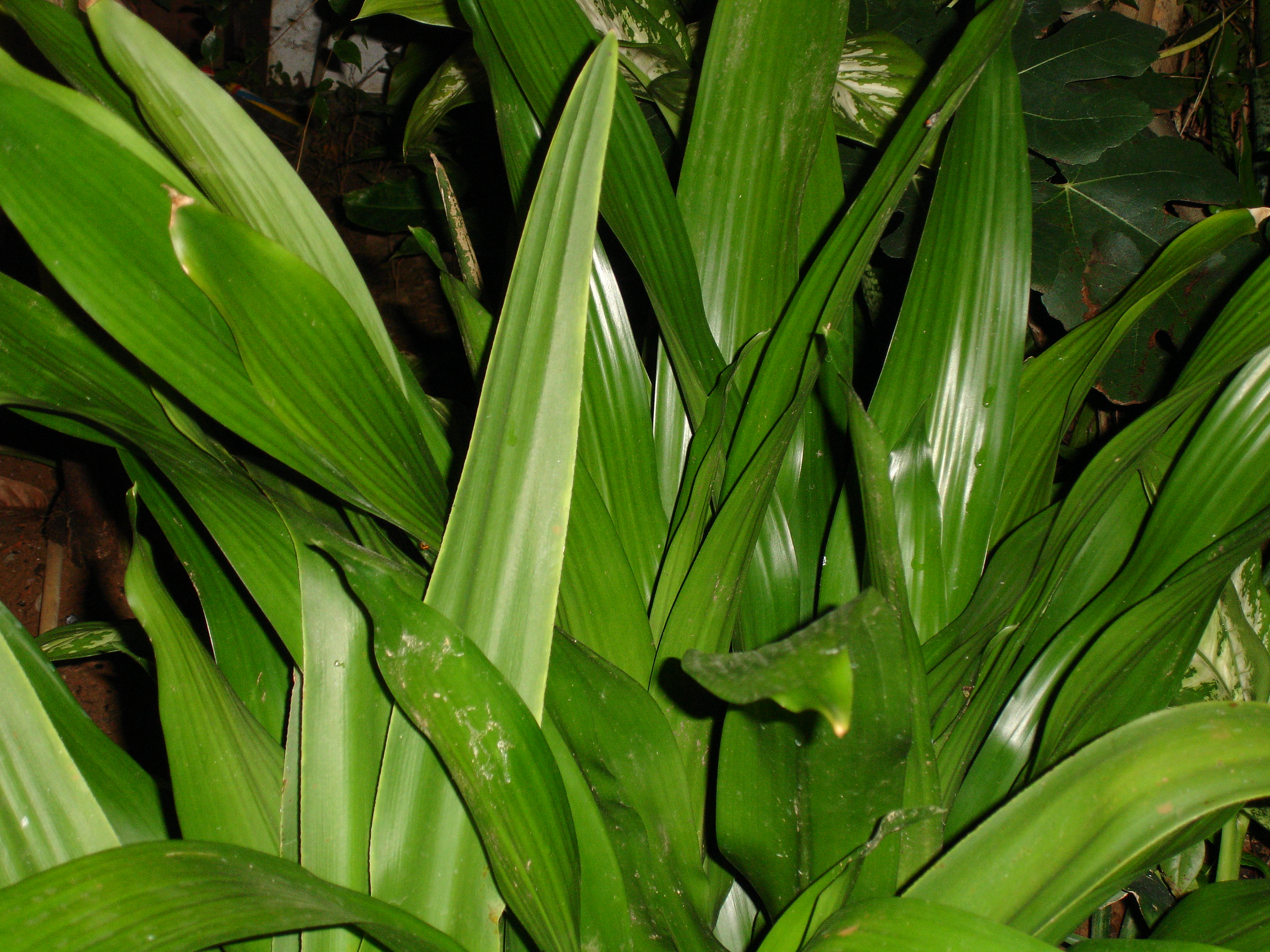
peregun, nativo dracaena.

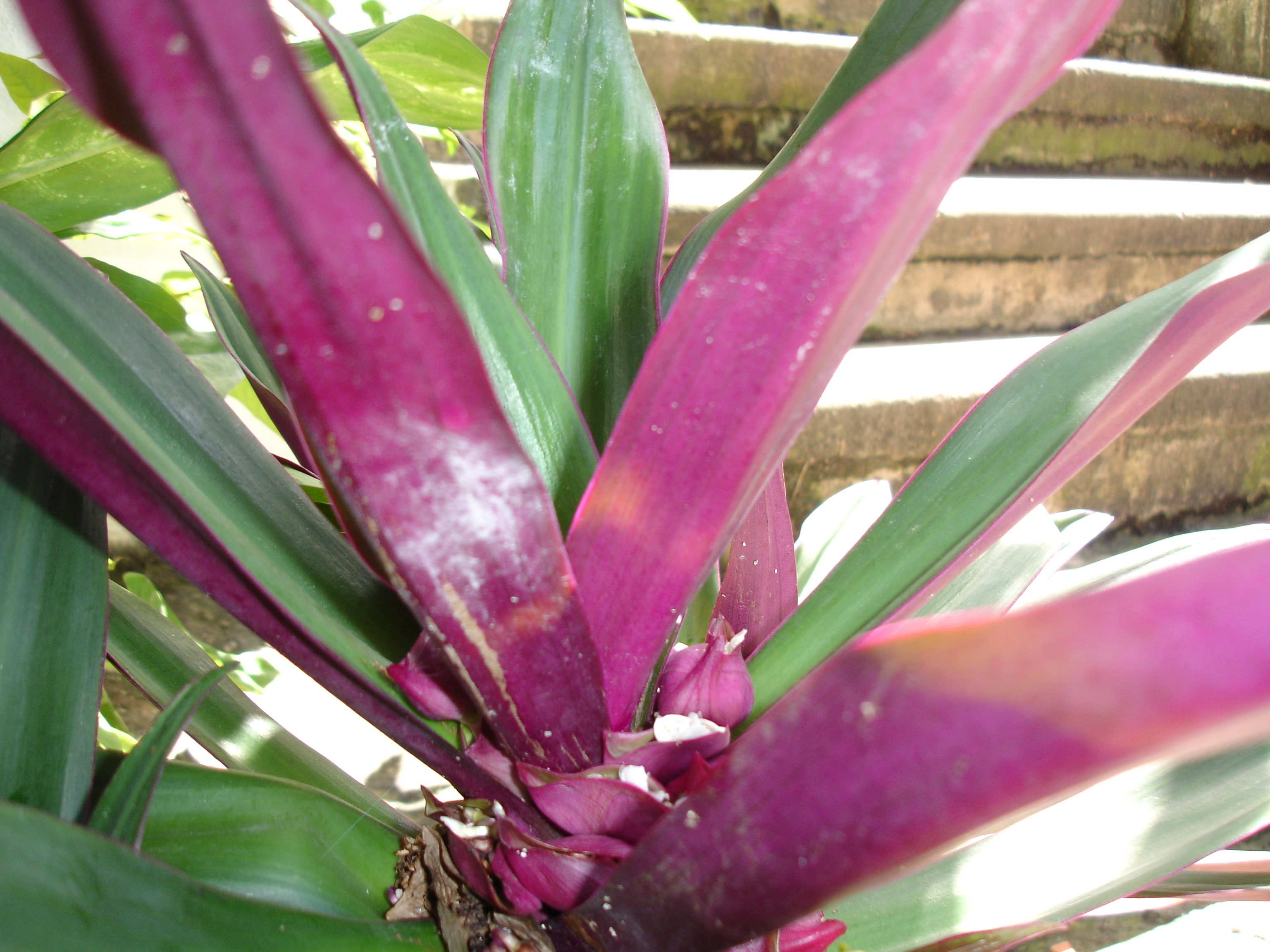
Tradescantia spathacea. espada de Iansã, Ida oiá

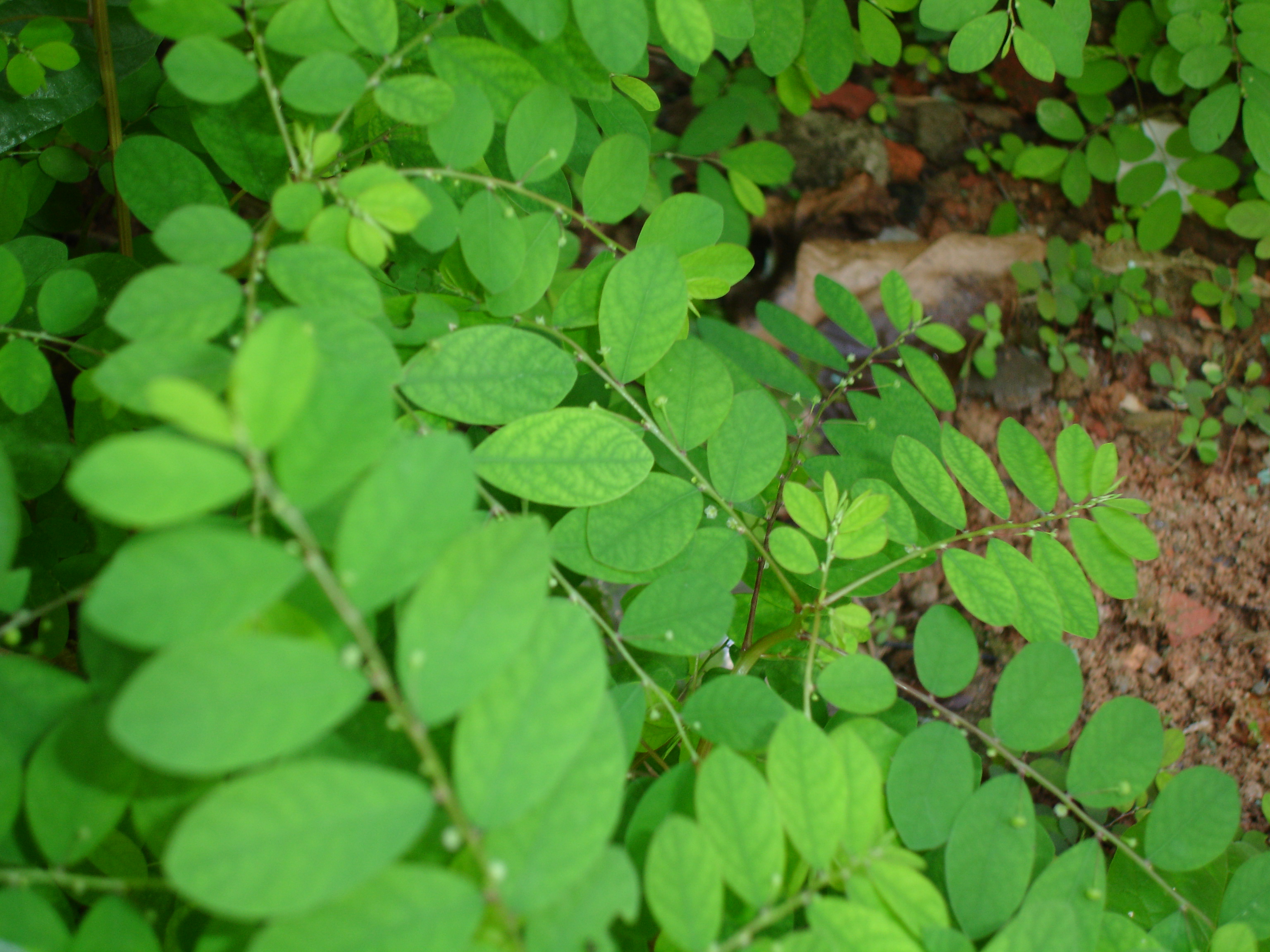
Quebra-pedra, Phyllanthus niruri.

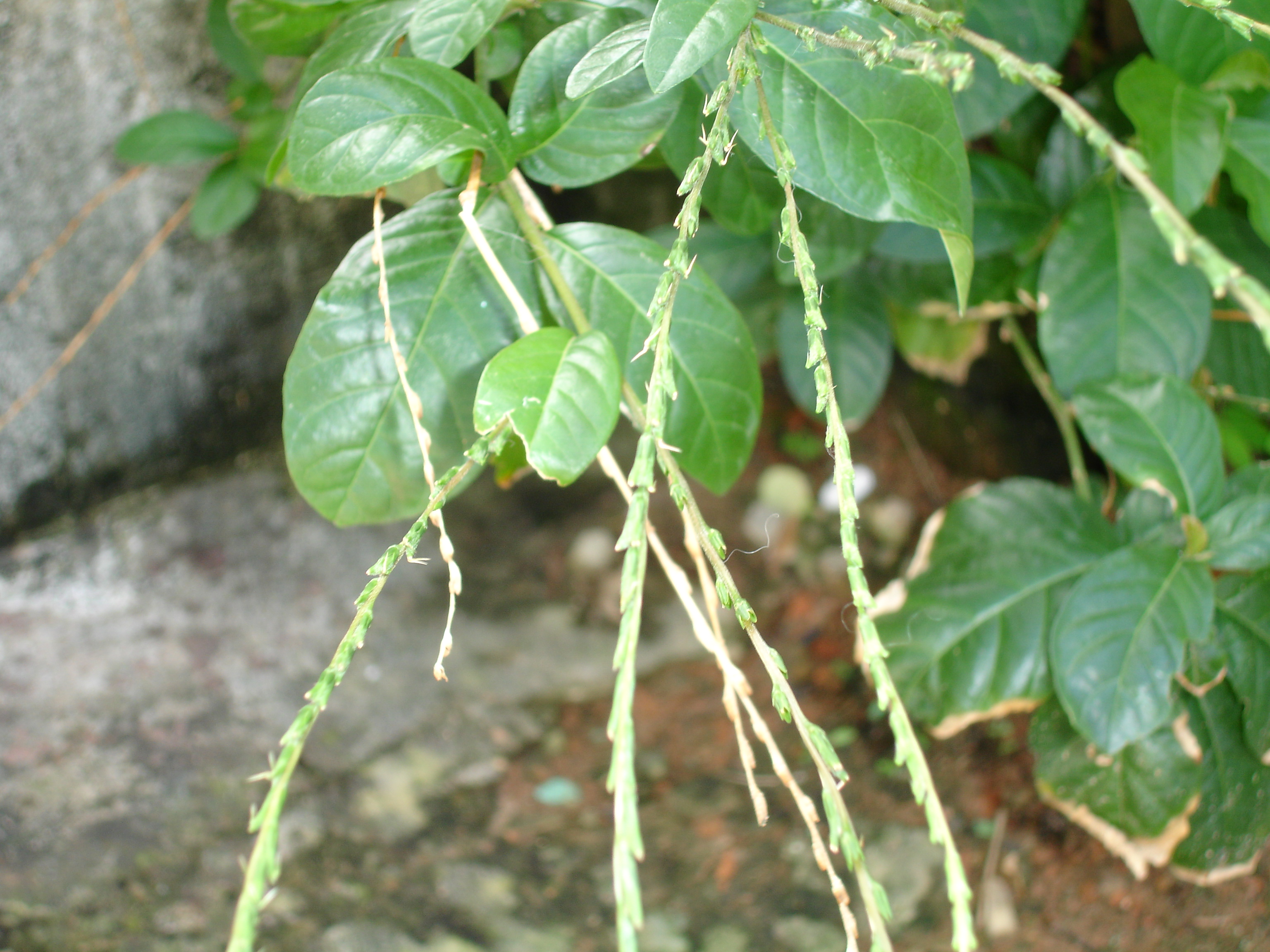
Petiveria (Guiné).

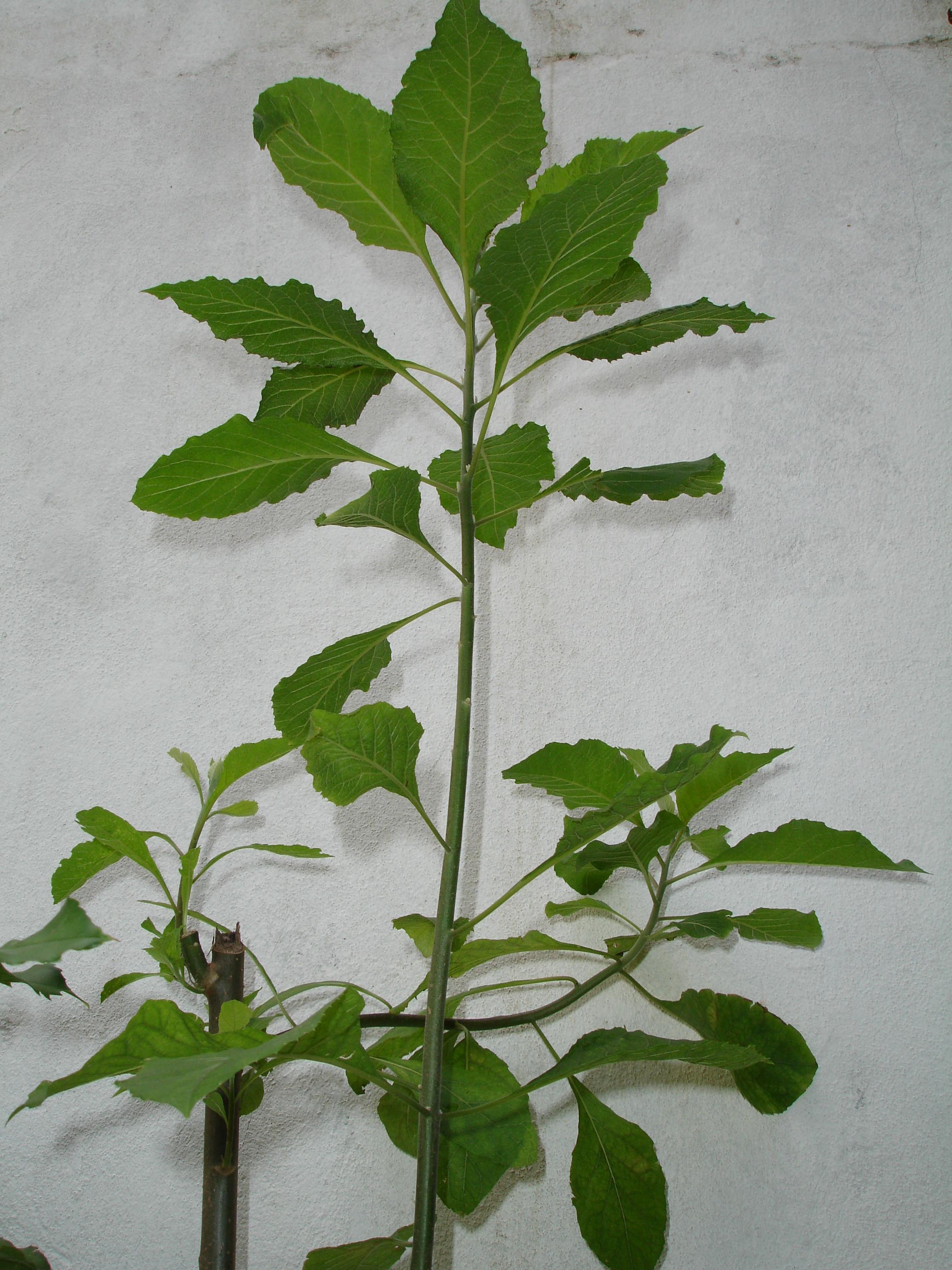
Vernonia. Aluman.

Folhas sagradas, Euê Orô (Ewé Orò) ou Folhas de Orô é como são chamadas as folhas, plantas, raízes, sementes e favas utilizadas nos preceitos e cerimônias como água sagrada das religiões afro-brasileiras.
A folha tem uma importância vital para o povo do santo, sem ela é impossível realizar qualquer ritual, dai existe um termo corriqueiro do povo do santo que diz: ko si ewe, ko si Orixa ou seja, (sem folha não existe Orixá).
Todas as folhas possuem poder, mas algumas têm finalidades específicas e nem todas servem para o banho ritual, nem para os ritos. O seu uso deve ser estritamente recomendado pelo Babalorixá ou em comum acordo com o babalossaim (sacerdote conhecedor da ação, reação e consequência do poder das folhas), pois só estes sabem a polaridade energética, positiva ou negativa de cada uma delas e a necessidade de cada indivíduo. Para sua utilização nos ritos, deve-se saber as Sasanha (cânticos específico para folha) e o Ofó (palavras sagradas) que despertam seu poder e força (axé). Oçânhim é o grande orixá das folhas, grande feiticeiro, que por meio das folhas pode realizar curas, pode trazer progresso e riqueza. É nas folhas que está à cura para vários tipos de doenças, para corpo e espírito. Portanto, precisamos lutar sempre por sua preservação, para que consequências desastrosas não atinjam os seres humanos.
As folhas são utilizadas para banhos dentro de rituais do candomblé, incluindo a designação de uma pessoa para preparação do banho de folha. Com ingredientes em combinações diversas para cada propósito, os banhos são formas comuns de manutenção e conexão com a natureza, em que não há separação desta com os seres humanos. Além dos banhos, as folhas sagradas também são usadas para preparação de chás e xaropes sob propósitos medicinais.

## Folhas de Orò mais importantes
| - Akoko Acoco ou Primeira-folha Newboldia laevis Seem, Bignoniaceae - Irocô Gameleira Gameleira-branca Clorophora excelsa, Moraceae ou Ficus doliaria, Moraceae - Odundum Folha-da-costa, Folha-da-fortuna, Abamodá ou Saião Kalanchoe brasiliensis, Crassulaceae - Imu Begônia ou Azedinha Begonia cucculata, Begoniaceae - Awurepepe Pimentinha-d'água Spylanthes acmella, Asteraceae - Oxibatá Baronesa Nymphaea lotus, Nymphaeaceae - Oju Orò Erva-de-santa-luzia Pistia stratiotes, Araceae - Misi misi Vassourinha-de-relógio ouVassourinha-mofina Scoparia dulcis, Scrophulariaceae - Ida oiá Espada-de-iansã Tradescantia spathacea , Commelinaceae - Owu Algodão Gossypium sp., Malvaceae - Gboro ayabá,Salsa-da-praia ou kissajá Ipomea asarifolia, Convolvulaceae - Orinrin Alfavaquinha-de-cobra Peperomia pellucida, Piperaceae - Atipolá Erva-tostão,Bredo-de-porco,Pega-pinto ouTangaraca Boerhavia diffusa, Nyctaginaceae - Teteregun Cana-do-brejo Costus spicatus, Costaceae - Tótó Água-de-alevante ou Colônia Renealmia brasiliensis, Zimgiberaceae - Iji opé Dendezeiro Elaeis guineensis,Arecaceae - Obó Orelha-de-macaco Niervillia umbrosa, Orchidaceae - Euê Abebê Capitãozinho Hydrocotyle bonariensis,Araliaceae - Euê jeje Jequiriti Abrus precatorius, Fabaceae - Alukeresé Dama-da-noite Ipomea bona-nox, Convolvulaceae - Euê boí funfum Bétís-branco Piper rivioides, Piperaceae - Jogbô Neves-folha ouNeves Hyptis pectinata, Lamiaceae - Efirin Manjericão Ocimum basilicum, Lamiaceae - Sunkawa Arrozinho Zornia reticulata, Fabaceae - Ifin funfun Malva-branca oumalva Abutilon x. hybridus, Malvaceae - Tamandê Arnica-do-campo Solidago microglossa, Asteraceae - Euê odã Erva-silvina ouErva-fetos Polypodiumvulgare, Polypodiaceae - Amunimuyê Balainho-de-velho Centhratherum punctatum, Asteraceae |  | - Solé Maria-preta Eupatorium ballotaefolium , Asteraceae - Iyabeyin Mãe-boa Ruellia geminiflora, Acanthaceae - Euê ajé Erva-da-riqueza Alternanthera tenella, Amaranthaceae - Godogbodó Trapoeraba Commelina diffusa, Cammelinaceae - Euê Iá Capeba Potomorphe umbellata, Piperaceae - Wuê mimolé Brilhantina Pilea microphylla, Urticaceae - Ejá Omodé Aguapé Eichornia crassipes, Pontederiaceae - Teté ou euê tetê Bredo ouCaruru-sem-espinho Amaranthus viridis, Amaranthaceae - Makassá ou Macassá, Catinga-de- crioula ouCatinga-de-mulata Hyptis mollissima benth, Lamiaceae - Eré tuntún Levante-miúda ouLevante Mentha citrata, Lamiaceae - Tanaposó Bonina Mirabilis jalapa, Nyctaginaceae - Euê mensã (Melia azedarach) - Euê diji ou ojé Erva-prata Solanum argenteum, Solanaceae - Opá orô Capianga Vismia guyanensis, Clusiaceae - Botujé Pinhão-branco Jatropha curcas, Euphorbiaceae - Euê inã Folha-de-fogo Clidemia hirta, Melastomataceae - Ajagbaô Tamarineiro Tamarindus indica, Fabaceae - Beji Capim-de-burro Cynodon dactylon, Poaceae - Okowô Erva-vintém Drymaria cordata, Caryophyllaceae - Ogbê akunko Crista-de-galo Heliotropium indicum, Boraginaceae - Ajobi funfun Aroeira-branca Schinus molle, Anacardiaceae - Ipesã ou ipesanhe Birrero ou Bilreiro Guarea trichilioides, Meliaceae - Omun Samambaia-de-poço Lygodium polimorphum, Schyzacaceae - Peregun ko Dracena-listrada Dracaena fragrans var. massangeana, Ruscaceae - Pèrègún Peregun ouNativo Dracaena fragrans var. typica, Ruscaceae - Euê bajutoná Erva-pombinho ou Quebra-pedra Phyllanthus niruri, Phyllanthaceae - Cuncunducuncu Batata-doce Ipomoea batatas, Convolvulaceae |  | - Alukpayidá Língua-de-galinha Uraria picta, Fabaceae - Awian Cascaveleira ou xiquexique Crotalaria retusa, Fabaceae - Afon Espelina-falsa Clitoria guyanensis, Fabaceae - Atorinã Sabugueiro Sambucus australis, Adoxaceae - Bujê Jenipapo ,Genipapero ou Janipapeiro Genipa americana, Rubiaceae - Ibá ajá Jurubeba Solanum paniculatum, Solanaceae - Iteté Janaúba ouAgoniada Plumeria rubra var. lancifolia, Apocynaceae - Etitaré Maricotinha ouAlfavaca-de-cobra Monnieria trifolia, Rutaceae - Odé okoxuCaiçara Solanum erianthum, Solanaceae - Euê lará Mamona-branca Ricinus communis, Euphorbiaceae - Euê OdéCarrapicho-beiço-de-boi Desmodium adscendens, Fabaceae - Ojusaju Guiné-tipi Petiveria alliacea, Phytolaccaceae - Okiká Cajazeira Spodia mombin, Anacardiaceae - Ewurô Alumã ouAlumon Vernonia bahiensis, Asteraceae - Atoribé Milhomens ou Milomens Aristolochia gigantea, Aristolochiaceae - Ida orixá Espada-de-ogum Sansevieria zeilanica - Labelabê Tiririca Fuirena umbellata, Cyperaceae - Elexu Arrebenta-cavalo Solanum capsicoides, Solanaceae - Falákálá Corredeira Chamaescyce hirta, Euphorbiaceae - Exixi urtiga graúda Laportea aestuans, Urticaceae - Jojofá |